# یانینا برونسکا
یانینا برونسکا (لهستانی: Janina Borońska؛ زادهٔ ۱۶ ژوئن ۱۹۴۳) هنرپیشه اهل لهستان است.
وی دانش‌آموختهٔ مدرسه ملی فیلم ووچ است و ۲ مرتبه برندهٔ صلیب لیاقت شده است.
از فیلم‌ها یا مجموعه‌های تلویزیونی که وی در آن‌ها نقش داشته‌است، می‌توان به چگونه جنگ جهانی دوم را آغاز کردم، قماری بالاتر از زندگی و یانا اشاره نمود.